# Dave Sabo
David Michael Sabo, surnommé "The Snake", est un guitariste américain qui joue dans le groupe de metal américain Skid Row. Il est co-guitariste avec Scotti Hill.

## Biographie
Sabo est né le 16 septembre 1964 à Perth Amboy dans le New Jersey. Il grandit à Sayreville avec pour voisin un certain Jon Bon Jovi. Sa mère, Dorothy, ou "Mama Snake" comme on l'appelle, l'élève seul avec ses frères. Influencé par la musique du rock n'roll de l'époque, il écoute notamment Kiss, Aerosmith, Judas Priest, Black Sabbath, les Rolling Stones et Van Halen. Dès son plus jeune âge, Snake est un athlète talentueux, ayant même des recruteurs qui venaient le voir jouer. À l'âge de 13 ans, Sabo voit Kiss en concert, ce qui le pousse à abandonner le sport pour concentrer son temps sur la musique et l'apprentissage de la guitare. Sa mère avait acheté à un de ses frères une guitare à 40 dollars, Sabo utilise ainsi l'instrument à l'âge de 14 ans étant donné le désintéressement de son frère vis-à-vis de la musique.
Il est le premier guitariste du groupe Bon Jovi, jouant lors de plusieurs concerts locaux avant que Richie Sambora ne le remplace en 1983.
Il est également l'oncle de l'ancien professionnel de tennis Matt Sabo.
Une rencontre fortuite avec le bassiste local Rachel Bolan au Garden State Music Store de Toms River, dans le New Jersey, où il travaillait, l'amène à former le groupe qui allait lui valoir la célébrité. Leur partenariat se révélerait non seulement être le bon pas avec leur écriture, mais aussi pour l'amitié, car ils se considèrent toujours comme meilleurs amis.

### Skid Row
Skid Row est un groupe américain de hard rock / heavy metal qui est devenu l'un des groupes phares de la scène hard rock de la fin des années 1980. Il a été l'un des groupes de hard rock les plus célèbres de l'époque jusqu'à ce qu'ils soient éclipsés par les groupes de grunge de Seattle au début des années 1990.
Skid Row est formé au New Jersey en 1986 par Bolan et Sabo. La paire intègre le guitariste Scotti Hill, le batteur Rob Affuso, et le chanteur Matt Fallon qui est remplacé par Sebastian Bach en 1987. Le groupe commence à jouer dans les clubs de l'est des États-Unis.
Avec l'aide de son ami Jon Bon Jovi, Sabo obtient un contrat d'enregistrement pour Skid Row avec Atlantic Records. En 1989, le groupe sort son premier album, Skid Row, qui connaît un succès instantané, principalement grâce à sa power ballad. Le disque devient multi-platine et contient les singles à succès 18 and Life, I Remember You ou encore Youth Gone Wild.  Sabo travaille en tant que producteur assistant sur de nombreuses chansons du groupe et a notamment composé de la musique pour le film The Still Life sorti en 2006.

### Kryst the Conqueror
Sabo a été le guitariste principal sur les titres Trial of the Soul et Spellbound du groupe Kryst the Conqueror formé avec des anciens membres de The Misfits.

### Anthrax
Sabo a été brièvement guitariste pour Anthrax lors de leur tournée Attack of the Killer A's.